# Xyris natalensis
Xyris natalensis är en gräsväxtart som beskrevs av L.A.Nilsson. Xyris natalensis ingår i släktet Xyris och familjen Xyridaceae. IUCN kategoriserar arten globalt som livskraftig. Inga underarter finns listade i Catalogue of Life.